# 虹曲 〜T-SQUARE plays T & THE SQUARE SPECIAL〜
『虹曲 〜T-SQUARE plays T & THE SQUARE SPECIAL〜』（にじのうた ティー・スクェア・プレイズ・ティー・アンド・ザ・スクェア・スペシャル）はT-SQUARE通算3枚目のセルフカバー・アルバム。
2012年11月14日にリリースされた。

## 解説
過去の楽曲を2012年当時のメンバー（安藤正容、伊東たけし、河野啓三、坂東慧）で再録音したセルフカバー・アルバム第3弾。今回はメンバーだけではなくゲスト・ミュージシャンを多数迎えて録音されている。
初回限定盤は3D BOXジャケット仕様。

## 収録曲
1. FACES - 安藤正容作曲
Guest Musician：高崎晃（LOUDNESS）（Gt）
オリジナルは『IMPRESSIVE』（1992年）収録。
2. RADIO STAR - 安藤正容作曲
Guest Musician：日野賢二（Bs）
オリジナルは『NATURAL』（1990年）収録。
3. 遠雷 - 和泉宏隆作曲
Guest Musician：東儀秀樹（篳篥）
オリジナルは『Stars and the Moon』（1984年）収録。
4. ROMANTIC CITY - 安藤正容作曲
Guest Musician：coba（アコーディオン）
オリジナルは『NEW-S』（1991年）収録。
5. NIGHT DREAMER - 安藤正容作曲
Guest Musician：光田健一（Pf）
オリジナルは『ADVENTURES』（1984年）収録。
6. PLAY FOR YOU - 安藤正容作曲
Guest Musician：宮本笑里（Violin）
オリジナルは『HUMAN』（1993年）収録。
7. BIG CITY - 安藤正容作曲
Guest Musician：勝田一樹（DIMENSION）（Sax）
オリジナルは『WAVE』（1989年）収録。
8. Knight’s Song - 安藤正容作曲
Guest Musician：山本恭司（BOWWOW）（Gt）
オリジナルは『BLUE IN RED』（1997年）収録[2]。
9. TEXAS KID - 安藤正容作曲
Guest Musician：山下洋輔（Pf）
オリジナルは『Make Me A Star』（1979年）収録。

## ミュージシャン
- T-SQUARE
  - 安藤正容 -  Acoustic Guitar, Electric Guitar
  - 伊東たけし - Alto Sax, EWI, Flute
  - 河野啓三 - Acoustic Piano, Keyboards
  - 坂東慧 - Drums
- Support Musician
  - 田中晋吾 - Electric Bass
- Guest Musicians
  - 高崎晃（LOUDNESS）- Electric Guitar（M1）
  - 日野 "JINO" 賢二 - Electric Bass and Rap（M2）
  - 東儀秀樹 - 篳篥（M3）
  - coba - Accordion（M4）
  - 光田健一 - Acoustic Piano（M5）
  - 宮本笑里 - Violin（M6）
  - 勝田一樹（DIMENSION）- Sax（M7）
  - 山本恭司（BOWWOW）- Electric Guitar（M8）
  - 山下洋輔 - Acoustic Piano（M9）